# 周几
周几（?—426年），中国北魏时期的军人。籍贯代郡。其父周千因战绩卓著，被道武帝拓跋珪赐爵顺阳侯。周几从小受教于父亲，实为文武皆备之才。年少时，就被太祖封为“猎郎”，饱受嘉奖。至386年，他被任命为殿中待御史，掌管宫廷禁兵。明元帝上位后，因他办事干练果断，被提拔为左部尚书。

## 延伸阅读
[在维基数据编辑]
 《魏書/卷30》，出自魏收《魏书》
 《北史·卷025》，出自李延壽《北史》